# 계남초등학교 (경기)
계남초등학교(桂南初等學校)는 대한민국 경기도 부천시 원미구에 있는 공립 초등학교이다.

## 학교 연혁
- 1992년 4월 19일 : 계남국민학교 설립인가
- 1992년 11월 23일 : 초대 황용준 교장 부임
- 1992년 12월 1일 : 계남국민학교 개교(6학급)
- 1994년 2월 15일 : 제1회 졸업(302명)
- 1996년 3월 1일 : 계남초등학교로 명칭 변경
- 1996년 10월 29일 : 교육부지정 인성교육자율시범학교
- 2000. 03. 01 경기도교육청 수행평가자율시범학교
- 2002. 03. 01 경인교육대학교 교생실습학교(2년간)
- 2004. 02. 18 도서관, 컴퓨터실 신축 준공
- 2007. 09. 01 제7대 이순옥 교장 부임
- 2008. 02. 15 제15회 졸업(345명 총6,100명)
- 2008. 02. 영어전용교실(2개)신축 준공
- 2008. 03. 01명품 한자 교육 인증학교
- 2008. 08. 31 전 학급 세면대, 냉/난방기설치
- 2009. 02. 28 전 학급 바닥, 1층-5층 정수기 교체
- 2009. 03. 01명품 영어 교육 인증학교
- 2011. 03. 01 제8대 김형숙 교장 부임
- 2012. 03. 01 사교육 절감형 창의경영학교
- 2012. 03. 01 학교조직효율화 시범학교
- 2012. 06. 01 유네스코 협동학교
- 2013. 02. 15 제20회 졸업(290명, 누계 7720명)
- 2013. 03. 01 45학급 편성
- 2014. 02. 15 제21회 졸업(263명, 누계 7,983명)
- 2014. 03. 01 45학급 편성
- 2014. 03. 01 부천미래학교 선정
- 2015. 02. 13 제22회 졸업(248명, 누계 8,231명)
- 2015. 03. 01 제9대 오성균 교장 부임
- 2015. 03. 01 41학급 편성
- 2016. 02. 12 제23회 졸업(258명, 누계 8,489명)

## 참고 문헌
- 계남초등학교 - 한국교육학술정보원 학교알리미

## 같이 보기
- 계남초등학교 축구단